# Децата на рая
„Децата на рая“ (на френски: Les Enfants du paradis) е френски романтичен филм от 1945 година на режисьора Марсел Карне.
Сценарият на Жак Превер описва парижката театрална сцена през 1920-те години, като в центъра на сюжета е историята на известна куртизанка и на 4 влюбени в нея мъже - мим, актьор, престъпник и аристократ. Главните роли се изпълняват от Арлети, Жан-Луи Баро, Пиер Брасьор, Марсел Еран, Пиер Рьоноар. Филмът е заснет в тежки условия в края на германската окупация на Франция през Втората световна война.
„Децата на рая“ е номиниран за награда „Оскар“ за най-добър оригинален сценарий.